# Tolna Vármegyei Balassa János Kórház
A Tolna Vármegyei Balassa János Kórház egy több, mint 200 éves múltra visszatekintő, állami fenntartású Egyetemi oktatókórház Szekszárd belvárosában. 714 ágy mellett 156 Járóbeteg-ellátási egységgel és 9 műtóvel rendelkezik. Nevét Balassa János sebészorvosról kapta. 

## Története
A szekszárdi kórház egy XVIII. századi, tizenkét ágyas ispotályból fejlődött modern egészségügyi centrummá. 1782-ben Dr. Keller Jakab svájci származású orvos, megyei tisztifőorvos végrendeletileg 10.000 forintot hagyományozott egy állandó kórház létesítésére, mivel ezt az 1780-ban megyeszékhellyé vált Szekszárd fejlődése, a lakosság gyors növekedése szükségessé tette. Az ezt követő 20 évben a kórházi alapítvány gyarapítása a vármegye és Szekszárd egyik legfontosabb ügyévé vált.
A kórház ezt követően 1801-ben épült és nyitott is meg. A betegeket egy gondozó és egy sebész látta el, az orvosi felügyeletet a megyei tisztifőorvos gyakorolta. Az intézményt őfelsége tiszteletére „Ferenc-közkórház”-nak nevezték el.
1817-ben Dr. Babits Mihály (a költő dédapja) lett a vármegye és egyben a Ferentz Ispotály főorvosa. Irányítása alatt a kórház fejlődésnek indult. Babits szabályozta a betegek étkeztetését, javaslatot tett az adományok rendjének elfogadására, írásba foglalta a gondnok kötelességeit. Intézkedései hozzájárultak a kórház iránti bizalom erősödéséhez; mind gyakrabban történt meg, hogy tehetősebb betegek keresték fel a kórházat, akik az ápolást meg tudták fizetni. Babits működése alatt a betegforgalom tízszeresére nőtt.
A századforduló utáni évtizedben további belső átalakításokkal 370 ágyra bővült a kórház. Valamennyi helyiséget vízvezetékkel szereltek fel, vízöblítéses WC-ket létesítettek. Gőzgép látta el meleg vízzel a mosodát és gőzzel a sterilizáló készüléket. Tovább folytatódott a szakmai tagozódás – sebészet, nőgyógyászat, szülészet, belgyógyászat, venereás (nemi) betegségek, szembetegségek osztálya, elmeosztály -, az önálló osztályok megalakítása felé.
A rendszerváltást követően Dr. Deák György lett az igazgató. Vezetése alatt több infrastrukturális beruházás kezdődött: szilárd burkolattal látták el az utakat, új porta épült a kórház déli oldalán, kereskedelmi és szolgáltató pavilonokkal, felújították a konyhát, új központi ebédlőt építettek, új műszaki épület és mosoda létesült. 
A korábban, a Pécsi Orvostudományi Egyetemmel fennálló együttműködést megerősítve, 2012-ben az intézmény az egységes Pécsi Tudományegyetem oktató kórháza lett.